# Месје 58
Месје 58 (М58) је спирална галаксија у сазвежђу Девица која се налази у Месјеовом каталогу објеката дубоког неба.
Деклинација објекта је + 11° 49' 6" а ректасцензија 12h 37m 43,7s. Привидна величина (магнитуда) објекта М58 износи 9,6 а фотографска магнитуда 10,4. Налази се на удаљености од 16,830 милиона парсека од Сунца. М58 је још познат и под ознакама NGC 4579, UGC 7796, MCG 2-32-160, IRAS 12351+1205, CGCG 70-197, VCC 1727, PGC 42168.